# Astana-Gräber

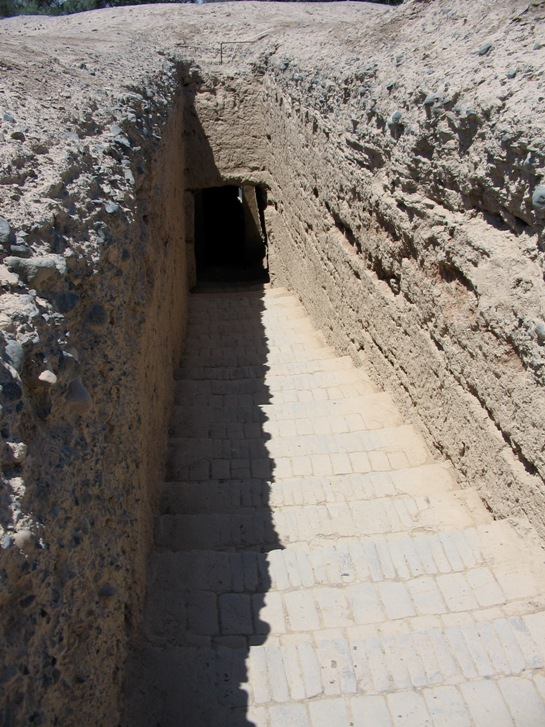
Eine Treppe führt hinunter zu einem unterirdischen Grab in den Astana-Gräbern.

Die Astana-Gräber (chinesisch 阿斯塔那古墓群, Pinyin Āsītǎnà gǔmùqún, englisch Astana Graves, im Chinesischen auch kurz 阿斯塔那墓群,  Āsītǎnà mùqún genannt) liegen auf dem Gebiet des Stadtbezirks Gaochang, ca. 30 km ostsüdöstlich des Stadtzentrums von Turpan, im Uigurischen Autonomen Gebiet Xinjiang der Volksrepublik China. 
Es waren von 273 bis 778 für die Einwohner von Gaochang die Begräbnisstätten, d. h. in der Zeit der Westlichen Jin- bis zur Tang-Dynastie. Normale Bürger bis hohe Beamten waren hier begraben. Der Komplex umfasst 10 Quadratkilometer und enthält über 1000 Gräber. Seit 1959 wurden etwa 400 Grabstätten freigelegt. Die Gräber befinden sich in der nördlichen Nachbarschaft der Ruinenstadt Gaochang – der Hauptstadt der einstigen Königreiche.
Englische (Aurel Stein), russische (Peter Koslow), deutsche (Albert von Le Coq) und japanische Forschungsexpeditionen (Tachibana Zuichō) fanden hier reichlich Souvenirs.
Die Stätte ist für ihre aufgrund der niedrigen Luftfeuchtigkeit gut erhaltenen Mumien und Grabbeigaben berühmt. Darunter befinden sich Textilien und über 2000 Textfunde, sowie gut konservierte, auf viele Arten verzierte Feinbackwaren (huashi gaodian) und sonstige Teigwaren (chin. nang und jiaozi) aus der Zeit der Tang-Dynastie.
Seit 1988 steht die Stätte auf der Liste der Denkmäler der Volksrepublik China in Xinjiang (3-241).